# Jeanne Lamon
Pour les articles homonymes, voir Lamon (homonymie).
Jeanne Lamon est une violoniste baroque et cheffe d'orchestre américaine naturalisée canadienne née le 14 août 1949 à New York et morte le 20 juin 2021 à Victoria en Colombie-Britannique.

## Biographie
Jeanne Lamon naît le 14 août 1949 à New York. 
Formée aux États-Unis, au Music Conservatory of Westchester (White Plains) ainsi qu'à l'Université Brandeis de Boston, elle a également suivi l'enseignement d'Herman Krebbers et Sigiswald Kuijken aux Pays-Bas,. Elle a dirigé pendant 33 ans, de 1981 à 2014, l'ensemble Tafelmusik de Toronto,. Ses premiers disques ont été publiés sous le nom de Jean Lamon. Citoyenne canadienne depuis 1988, elle est membre de l'Ordre du Canada depuis 2000-2001. Elle se voit décerner l'Ordre de l'Ontario le 23 janvier 2014.
Elle a donné son dernier concert en tant que directrice musicale en titre de Tafelmusik le 14 mai 2014.
Jeanne Lamon meurt le 20 juin 2021 à Victoria (Colombie-Britannique),.